# Jarosław Makowski
Jarosław Makowski (ur. 22 kwietnia 1973 w Kutnie) – polski historyk filozofii, dziennikarz, publicysta polityk i samorządowiec, dyrektor Instytutu Obywatelskiego, w 2019 dyrektor Muzeum Ziemi Kozielskiej w Kędzierzynie-Koźlu, od 2024 wiceprezydent Katowic.

## Życiorys
Studiował filozofię w Papieskiej Akademii Teologicznej w Krakowie i teologię na Papieskim Wydziale Teologicznym Bobolanum w Warszawie. W latach 1999–2004 był redaktorem „Tygodnika Powszechnego”, następnie do 2007 członkiem zespołu „Krytyki Politycznej”. Publikuje lub publikował m.in. w „Gazecie Wyborczej”, „Rzeczpospolitej”, „Więzi”, „W drodze” i „Newsweeku”. Uczył także filozofii w liceach ogólnokształcących w Krakowie i Pszczynie.
Od 2010 do 2015 był dyrektorem Instytutu Obywatelskiego, think tanku związanego z Platformą Obywatelską. W 2014 z ramienia PO uzyskał mandat radnego sejmiku śląskiego V kadencji, a następnie został przewodniczącym klubu radnych tej partii. W 2017 objął funkcję przewodniczącego Platformy Obywatelskiej w Katowicach.
W 2018 był kandydatem Koalicji Obywatelskiej na prezydenta Katowic w wyborach samorządowych. W głosowaniu zajął drugie miejsce, uzyskał natomiast mandat radnego miejskiego.
W lutym 2019 został dyrektorem Muzeum Ziemi Kozielskiej w Kędzierzynie-Koźlu. Funkcję tę pełnił do października 2019. We wrześniu 2020 ponownie został dyrektorem Instytutu Obywatelskiego. W 2023 bez powodzenia kandydował z ramienia KO do Sejmu. W grudniu tego samego roku powołany przez prezydenta Katowic Marcina Krupę na stanowisko jego zastępcy (od stycznia 2024). W 2024 ponownie wybrany na radnego Katowic.

## Wybrane publikacje
- Mistrzowie w krainie życia. Rozmowy nie tylko o filozofii (Fundacja Aletheia, 2001).
- Dziesięć ważnych słów. Rozmowy o Dekalogu (Wyd. Literackie, 2002).
- Leksykon wielkich teologów XX/XXI wieku (red., Biblioteka „Więzi”, 2003).
- Trochę zostawić Bogu. Wywiad rzeka z o. Wacławem Oszajcą („Znak”, 2004).
- Kobiety uczą Kościół (W.A.B., 2007).
- Wariacje Tischnerowskie (Świat Książki – Weltbild Polska, 2012).
- Pobudka, Kościele! (Arbitror, 2018).